# Шварцман, Леонид Аронович
Леони́д Аро́нович Шва́рцман (настоящее имя — Изра́иль; 30 августа 1920, Минск — 2 июля 2022, Москва) — советский и российский режиссёр-мультипликатор и художник мультипликационного кино; народный художник Российской Федерации (2002), лауреат Премии Президента Российской Федерации в области литературы и искусства за произведения для детей и юношества (2017). Почётный директор Московского музея анимации (2006).
Работал преимущественно с режиссёрами Львом Атамановым, Романом Качановым, Иваном Уфимцевым, Иваном Аксенчуком.

## Биография

### Ранние годы
Родился 30 августа 1920 года в Минске в переехавшей туда из Вильны семье бухгалтера, кожан-городокского мещанина Арона Нахмановича Шварцмана и домохозяйки Рахили Соломоновны (Шлиомовны) Шварцман, родом из Минска. В семье говорили на идише. Имел старшего брата Нахмана (1910) и старшую сестру Этту (1911). После того как отец умер в 1934 году (его сбила машина), Израиль подростком переехал в Ленинград, где уже обосновалась старшая сестра.
В 1941 году окончил школу при Институте живописи, скульптуры и архитектуры и был призван в армию. Строил укрепления и работал в ремонтно-механическом цехе. В ноябре 1941 года было принято государственное решение об эвакуации специалистов из блокадного Ленинграда, и Шварцмана самолётом вывезли в Тихвин, а оттуда поездом в Челябинск. Затем Шварцман работал в Челябинске токарем на танковом заводе, а также бесплатно там же — художником-оформителем. Причиной перевода на должность художника-оформителя (в специально созданную мастерскую) стал портрет Сергея Кирова, выполненный Шварцманом для главной проходной завода имени Кирова к годовщине его убийства.
Мать Леонида Ароновича, которую он перевёз в Ленинград незадолго до начала Великой Отечественной войны, погибла в 1942 году в блокадном городе.
В 1945 году Шварцман приехал в Москву, поступил во ВГИК.

### Карьера
С 1948 года работал на киностудии «Союзмультфильм», в 1951 году окончил ВГИК с дипломом художника-постановщика мультфильмов, в том же году работал как художник-постановщик в соавторстве с Александром Винокуровым, с 1963 года стал работать самостоятельно, а с 1975 года — как режиссёр.
Кроме того, Шварцман известен тем, что как художник-постановщик, является автором визуального образа Чебурашки для мультфильма Романа Качанова «Крокодил Гена» в 1969 году.
Впоследствии Чебурашка стал также талисманом Олимпийской сборной России на летних Играх 2004 года в Афинах.
Леонид Шварцман занимался иллюстрированием литературных произведений, сотрудничал с издательствами «Малыш», «Детгиз», «Просвещение», а также студией «Диафильм».
Участник многих выставок, в том числе персональных. Обладатель американской награды «Голливуд — детям» и приза «За вклад в профессию» на XI ОРФАК в Суздале (2006). Член Академии кинематографических искусств «Ника». Член АСИФА. Почётный директор Музея анимационного кино.
Леонид Шварцман был переученным левшой, однако рисовал всё же левой рукой.

### Личная жизнь
На студии «Союзмультфильм» познакомился с мультипликатором Татьяной Владимировной Домбровской (1925—2021). Причёску её матери, Нины Францевны Домбровской, Шварцман взял как образец при создании образа Шапокляк. В 1951 году Татьяна Домбровская и Леонид Шварцман поженились. После смерти супруги в 2021 году Шварцман жил в одиночестве и больше не женился. Детей у него не было.

### Смерть
Леонид Шварцман скончался 2 июля 2022 года в московской больнице на 102-м году жизни от остановки сердца. 5 июля прошли отпевание в церкви Николая Чудотворца в Новой Слободе и прощание в Московском Доме кино. Похоронен в селе Заречье (Киржачский район, Владимирская область).

## Фильмография

### Ассистент художника
- 1948 — Федя Зайцев (в титрах — И. Шварцман)[17]
- 1949 — Чудесный колокольчик (в титрах — И. Шварцман)[17]
- 1950 — Девочка в цирке (в титрах — И. Шварцман)[17]
- 1950 — Жёлтый аист (в титрах — И. Шварцман)[17]

### Художник
- 1963 — Заповедник (киножурнал «Фитиль» № 7)
- 2001 — Дора-Дора-помидора

### Художник-постановщик
- 1952 — Аленький цветочек
- 1954 — Золотая антилопа
- 1955 — Пёс и кот
- 1957 — Снежная королева
- 1959 — Похитители красок
- 1961 — Ключ
- 1962 — Сказка про чужие краски
- 1963 — Проверьте ваши часы
- 1964 — Дядя Стёпа — милиционер
- 1965 — Портрет
- 1966 — Потерялась внучка
- 1966 — Зайдите, пожалуйста!
- 1967 — Варежка
- 1968 — Соперники
- 1969 — Крокодил Гена
- 1970 — Письмо
- 1971 — Чебурашка
- 1971 — Решительный петух (киножурнал «Фитиль» № 108)
- 1971 — Приехали-уехали (киножурнал «Фитиль» № 113)
- 1972 — Волшебная палочка
- 1972 — Мама
- 1972 — Не по пути (киножурнал «Фитиль» № 125)
- 1973 — Аврора
- 1974 — Шапокляк
- 1976 — Котёнок по имени Гав (выпуск 1)
- 1976 — 38 попугаев
- 1977 — 38 попугаев. Бабушка удава
- 1977 — Котёнок по имени Гав (выпуск 2)
- 1977 — 38 попугаев. Куда идёт слонёнок
- 1977 — 38 попугаев. Как лечить удава
- 1978 — 38 попугаев. А вдруг получится!
- 1978 — 38 попугаев. Привет Мартышке
- 1978 — Приключения Хомы
- 1979 — 38 попугаев. Завтра будет завтра
- 1979 — 38 попугаев. Зарядка для хвоста
- 1979 — Котёнок по имени Гав (выпуск 3)
- 1980 — Котёнок по имени Гав (выпуск 4)
- 1981 — Ёжик плюс черепаха
- 1981 — Как будто
- 1982 — Котёнок по имени Гав (выпуск 5)
- 1983 — Обезьянки. Гирлянда из малышей
- 1983 — Чебурашка идёт в школу
- 1984 — Обезьянки. Осторожно, обезьянки!
- 1985 — 38 попугаев. Великое закрытие
- 1985 — Обезьянки и грабители
- 1986 — Я жду тебя, кит!
- 1987 — Как обезьянки обедали
- 1988 — Доверчивый дракон
- 1989 — Всех поймал
- 1991 — 38 попугаев. Ненаглядное пособие
- 1992 — Слонёнок-турист
- 1993 — Обезьянки, вперёд!
- 1993 — Деревенский водевиль
- 1994 — Ах, эти жмурки!
- 1995 — Обезьянки в опере[17]
- 1997 — Обезьянки. Скорая помощь
- 2001 — Дора-Дора-помидора

### Режиссёр-постановщик
- 1975 — Как верблюжонок и ослик в школу ходили
- 1982 — Котёнок по имени Гав (выпуск 5)
- 1983 — Гирлянда из малышей
- 1984 — Осторожно, обезьянки!
- 1985 — Обезьянки и грабители
- 1986 — Я жду тебя, кит!
- 1987 — Как обезьянки обедали
- 1988 — Доверчивый дракон
- 1989 — Всех поймал
- 1990 — Невиданная, неслыханная
- 1993 — Обезьянки, вперёд!
- 1995 — Обезьянки в опере
- 1997 — Обезьянки. Скорая помощь

## Документальное кино
Леонид Шварцман снялся в документальных фильмах:
- 2001 — «Мир анимации или анимации мира»,
- 2003 — «Старые стены» (из сериала «Союзмультфильм: Сказки и были»),
- 2003 — «Художник — профессия и судьба» (из сериала «Союзмультфильм: Сказки и были»),
- 2005 — «Сценарий для Буратино» (из сериала «Куклы в мире людей»),
- 2006 — «Художник-постановщик» (из сериала «Фабрика чудес»),
- 2006 — «Невесомая жизнь»,
- 2020 — «Это Эдик: Сказка о подаренном и украденном детстве (фильм про Эдуарда Успенского)»[18].

## Награды и звания

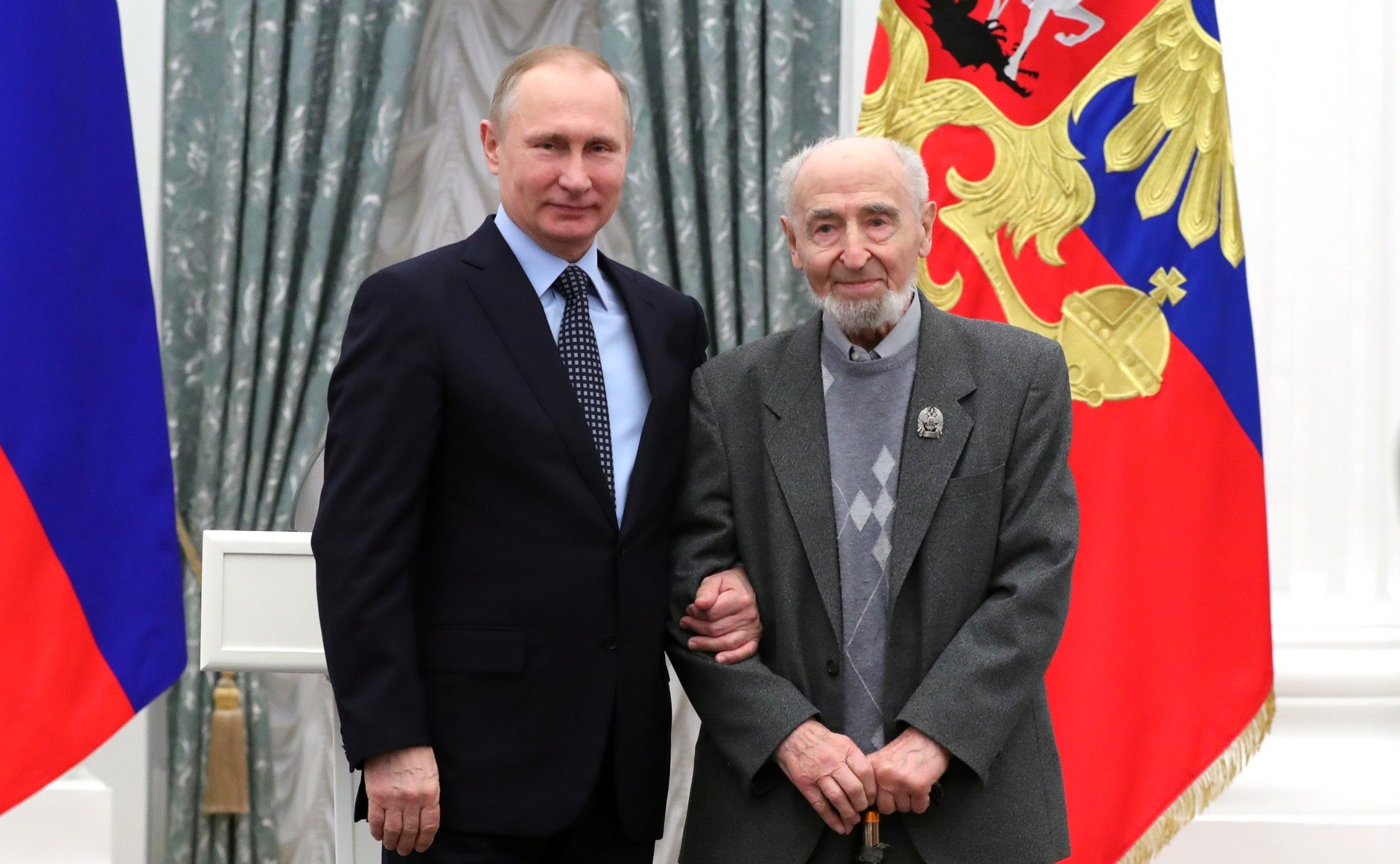
Вручение премии Президента в области литературы и искусства за произведения для детей и юношества 2016 года. 24 марта 2017 года

- Орден Александра Невского (26 августа 2020 года) — за большой вклад в развитие отечественной культуры и искусства, многолетнюю плодотворную деятельность[19].
- Медаль «За оборону Ленинграда».
- Народный художник Российской Федерации (15 апреля 2002 года) — за большие заслуги в области искусства[20].
- Заслуженный художник РСФСР (21 апреля 1981 года) — за заслуги в области советского киноискусства[21].
- Премия Президента Российской Федерации в области литературы и искусства за произведения для детей и юношества (22 марта 2017 года) — за вклад в развитие отечественного анимационного искусства[22].
- Специальный приз имени Алексея Германа Национальной кинематографической премии «Ника» (2021) — за вклад в отечественный кинематограф[23].
- Национальная анимационная премия «Икар» в номинации «Мастер» (2020).

Призы на фестивалях:
- «Обезьянки. Гирлянда из малышей» (совм. с Мирошкиной М.) 1983 — приз за лучший детский фильм XIV МКФ в Тампере.
- «Обезьянки. Осторожно, обезьянки!» (совм. с Мирошкиной М.) 1984 — приз за лучший детский фильм по разделу мультипликации на Всесоюзном кинофестивале в Минске.